# 浜田秀哉
浜田 秀哉（はまだ ひでや、1972年〈昭和47年〉12月12日 - ）は、日本の脚本家。日本脚本家連盟会員、日本放送作家協会会員。

## 経歴
香川県高松市出身。京都産業大学経済学部卒業。TSUTAYAなどを手掛けるCCC（カルチュア・コンビニエンス・クラブ）株式会社でのサラリーマンを経て、2004年に第32回NHK創作ラジオドラマ脚本懸賞公募（現・創作ラジオドラマ大賞）で最優秀賞を受賞し、脚本家に転身。2014年、第2回市川森一脚本賞を、フジテレビ連続テレビドラマ『ラストホープ』で受賞した。

## 主な作品
特記なき場合は脚本を担当。

### テレビドラマ

#### 連続ドラマ
- 有閑倶楽部（2007年、日本テレビ） - プロット協力
- ホカベン 第1・4・8話 共同脚本、第3・6話 脚本（2008年、日本テレビ）
- 絶対零度〜未解決事件特命捜査〜(Season1) 第3・7・10話（2010年、フジテレビ）
- パーフェクト・リポート 第1・4・8・10話 脚本、第3話 共同脚本（2010年、フジテレビ）
- 絶対零度〜特殊犯罪潜入捜査〜(Season2) 第1・2・5・8・10話（2011年、フジテレビ）
- 家族のうた 第7話（2012年、フジテレビ）
- ラストホープ 全11話（2013年、フジテレビ）
- 医龍4-Team Medical Dragon- 第1・4・6・8・10・11話（2014年、フジテレビ）
- 土曜ドラマ 破裂 全7話（2015年、NHK総合）[4]
- ナオミとカナコ 全10話（2016年、フジテレビ）
- Chef〜三ツ星の給食〜 全10話（2016年、フジテレビ）
- 相棒 season16 第5話「手巾（ハンケチ）」、第6話「ジョーカー」（2017年、テレビ朝日）
- やけに弁の立つ弁護士が学校でほえる 全6話（2018年、NHK）
- 絶対零度〜未然犯罪潜入捜査〜（Season3) 第1・2・5・6・9・10話（2018年、フジテレビ）
- ボイス 110緊急指令室 全10話（2019年、日本テレビ）
- 絶対零度〜未然犯罪潜入捜査〜 (Season4) 全11話（2020年、フジテレビ）
- イチケイのカラス 全11話（2021年、フジテレビ）
- ボイスⅡ 110緊急指令室 第1・2・4・5・6・7・9・10話（2021年、日本テレビ）
- スピンオフドラマ イチケイのカラス 〜井出伊織、愛の記録〜 全5話（2023年、フジテレビ）
- ノッキンオン・ロックドドア 全9話（2023年、テレビ朝日）
- ブルーモーメント 全10話（2024年、フジテレビ）
- 天久鷹央の推理カルテ 全9話（2025年、テレビ朝日）
- 連続ドラマW-30 殺した夫が帰ってきました（2025年、WOWOW）[5]

#### 単発ドラマ
- SPドラマ トリハダ〜夜ふかしのあなたにゾクッとする話を（2007年、フジテレビ）
- 世にも奇妙な物語'08 秋の特別編「どつきどつかれて生きるのさ」（2008年、フジテレビ）
- 金曜プレステージ 宮部みゆきドラマスペシャル 淋しい狩人（2013年、フジテレビ）
- 金曜プレミアム スペシャルドラマ 私という名の変奏曲（2015年、フジテレビ）
- ドラマスペシャル 人間の証明（2017年、テレビ朝日）
- 日曜ワイド 警視庁さがし物係（2018年、テレビ朝日） - 共同脚本
- 開局60周年特別企画レ・ミゼラブル 終わりなき旅路（2019年、フジテレビ）[6]
- 絶対零度〜未然犯罪潜入捜査〜 AFTER STORY（2020年、フジテレビ）
- 土曜プレミアム イチケイのカラス スペシャル（2023年、フジテレビ）
- ドラマプレミアム 宮部みゆき原作 霊験お初〜震える岩〜（2024年、テレビ朝日）

### 映画
- きな子〜見習い警察犬の物語〜（2010年、小林義則監督、松竹） - 共同脚本
- プラチナデータ（2013年、大友啓史監督、東宝）
- シン・ゴジラ（2016年、庵野秀明総監督、東宝） - 企画協力
- 映画 イチケイのカラス（2023年、田中亮監督、東宝）[7]

### ラジオドラマ
- FMシアター（NHK-FM）
  - 試合前のエース（2004年7月）
  - となり町戦争（2005年12月）
  - 査察機長（2006年4月）
- 青春アドベンチャー（NHK-FM）
  - 不思議屋貿易商 / ヴィンテージ・ジーンズ（2005年2月）
  - 不思議屋図書館 / 吾輩は本である（2006年3月）
  - 死神の精度（2006年10月）
  - 押入れのちよ（2007年9月）

### 脚本集
- ノッキンオン・ロックドドア公式シナリオブック（2023年、徳間書店）

## 受賞歴
- 2004年 第32回創作ラジオドラマ大賞 最優秀賞 『試合前のエース』
- 2014年 第2回市川森一脚本賞 『ラストホープ』
- 2018年 ギャラクシー賞 5月度月間賞 『やけに弁の立つ弁護士が学校でほえる』
- 2019年 ニューヨーク・フェスティバル 銅賞 『絶対零度（Season3）〜未然犯罪潜入捜査〜』
- 2019年 東京ドラマアウォード 単発ドラマ部門 優秀賞 『レ・ミゼラブル 終わりなき旅路』
- 2021年 MIPCOM BUYERS’AWARD for Japanese Drama 奨励賞 『イチケイのカラス』